# 特魯布基
50°34′54″N 24°29′23″E / 50.58167°N 24.48972°E
特魯布基（烏克蘭語：Трубки），是烏克蘭的村落，位於該國西部沃倫州，由沃洛德米爾區負責管轄，始建於1577年，面積4.7平方公里，海拔高度209米，2001年人口488，人口密度每平方公里103.83人。